# Pagėgiai
Pagėgiai ( escoltar (?·pàg.)) és la capital del municipi de Pagėgiai que forma part del comtat de Tauragė, al sud-oest de Lituània.

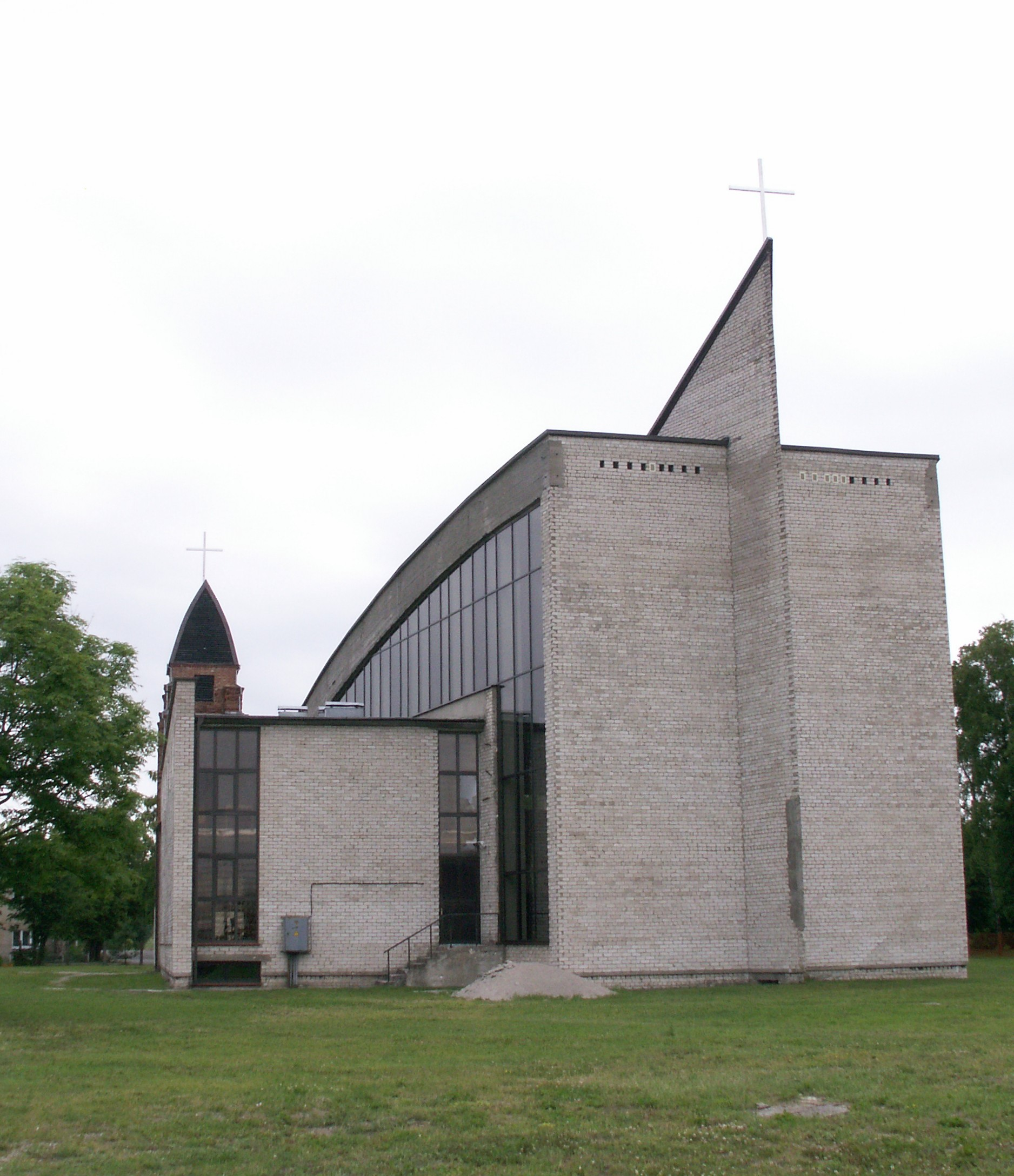
Església de la ciutat de Pagėgiai.

L'escut d'armes de la ciutat i del municipi representa un ocell amb una clau, que simbolitza el caràcter fronterer de la zona (ara amb l'óblast de Kaliningrad de Rússia). Una unitat de la guàrdia de fronteres de Lituània es troba en Pagėgiai.